# Distrito de Sunsari
El distrito de Sunsari es uno de los seis distritos que conforman la Zona de Kosi, en Nepal.

## Comités de desarrollo rural
En el distrito se encuentran los siguientes comités de desarrollo rural:
- Ekamba
- Amaduwa
- Amahibelaha
- Aurabani
- Babiya
- Baklauri
- Barahachhetra
- Basantapur
- Bhadgau Sinawari
- Bhaluwa
- Bharaul
- Bhokraha
- Bishnupaduka
- Chandbela
- Chhitaha
- Chimdi
- Dewanganj
- Dharan
- Ghuskee
- Duhabi
- Dumaraha
- Gautampur
- Hanshpokha
- Harinagar
- Haripur
- Inaruwa
- Itahari
- Jalpapur
- Kaptanganj
- Khanar
- Laukahi
- Madhelee
- Madhesa
- Madhuwan
- Madhyaharsahi
- Mahendranagar
- Narshinhatappu
- Pakali
- Panchakanya
- Paschim Kushaha
- Prakashpur
- Purba Kushaha
- Ramganj Belgachhi
- Ramganj Sinuwari
- Ramnagar Bhutaha
- Sahebganj
- Satterjhora
- Simariya
- Singiya
- Sonapur
- Sripurjabdi
- Tanamuna